# Wilhelm Götz (Geograph)

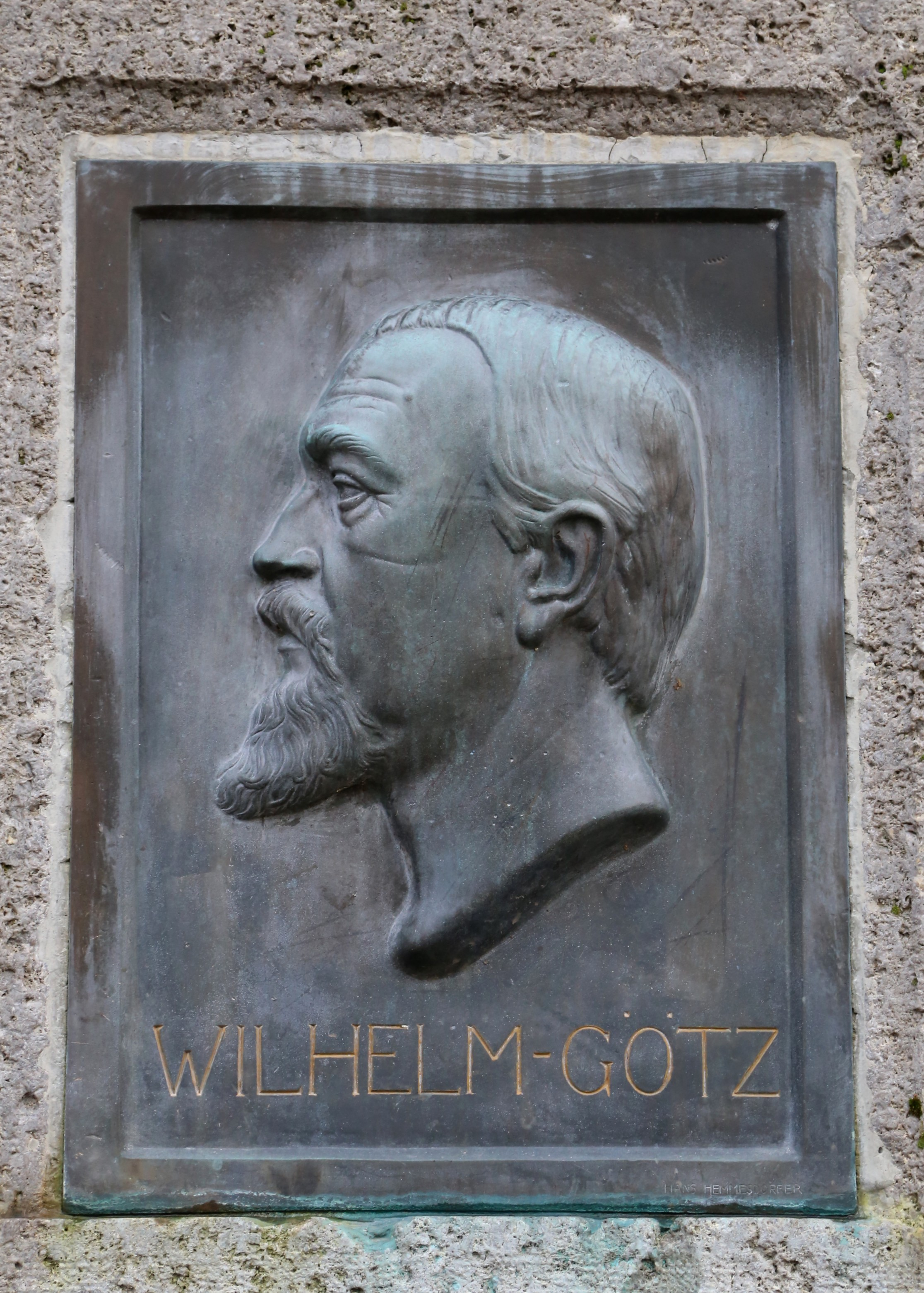
Wilhelm Götz - Wilhelm-Götz-Denkmal im Luitpoldpark München

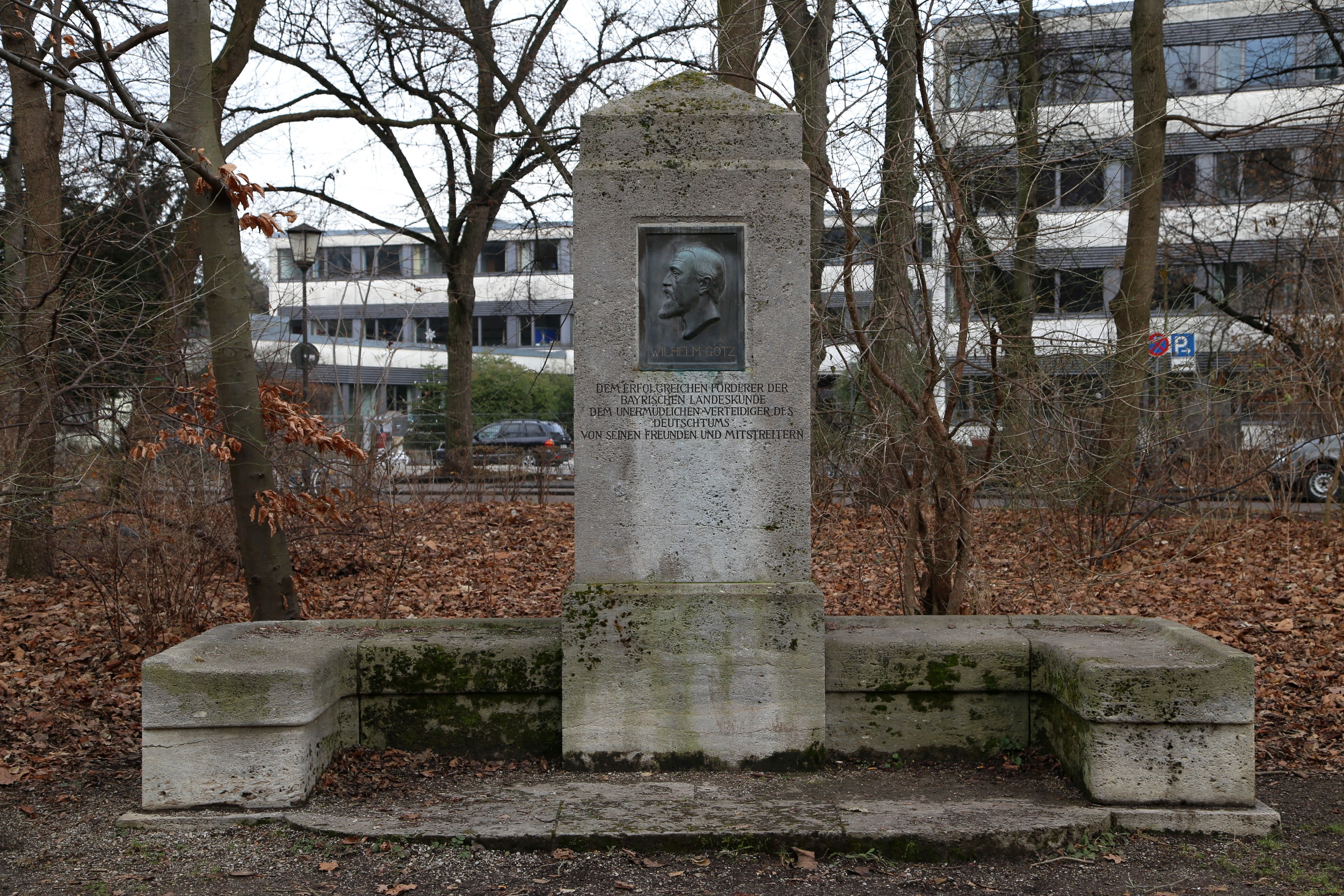
Wilhelm-Götz-Denkmal Luitpoldpark München

Johann Konrad Wilhelm Friedrich Eduard Götz (* 27. Juli 1844 in Schnabelwaid; † 26. März 1911 in München) war ein bayerischer Gefängnispfarrer, Lehrer und Geograph. Er wird als Vater der bayerischen Landeskunde bezeichnet.

## Leben
Wilhelm Götz, Sohn eines protestantischen Pfarrers, besuchte die Gymnasien in Windsbach und Ansbach, erhielt im August 1861 in Ansbach das Maturitätszeugnis und studierte in der Zeit von 1861 bis 1865 an der Universität in Erlangen, wo er sich der Burschenschaft der Bubenreuther anschloss, und der Universität Leipzig Theologie und Philologie. 
Nach dem Studium und der in Ansbach mit sehr gut bestandenen theologischen Prüfung wirkte er als Gefängnisgeistlicher in Sulzbach und im mittelfränkischen Lichtenau. Im Jahr 1874 wechselte er ins Lehramt für Deutsch, Geschichte und Geographie, unterrichtete zunächst an der Königlichen Kreisgewerbeschule in Kaiserslautern und dann ab 1877 als Hauptlehrer an der Handelsschule in München.
Nach der Promotion in Tübingen im Jahr 1882 konnte er sich durch Fürsprache der mit ihm befreundeten Hochschullehrer Friedrich Ratzel und Siegmund Günther 1886 an der Technischen Hochschule München mit seiner Arbeit Die persische Reichspoststraße in Vorderasien habilitieren. Er wirkte 49 Semester an der Technischen Hochschule, wobei seine Tätigkeit mangels einer Professur im Jahr 1900 zumindest noch durch den Titel und Rang eines Honorarprofessors gewürdigt werden konnte.
Im Jahr 1890 wurde er als Gymnasialprofessor an die beiden bayerischen Militärbildungsanstalten, das Kadettenkorps der Bayerischen Armee und die Bayerische Kriegsakademie in München berufen, wo er in der Folge bis 1909 wirkte.
Er war Mitglied der ab 1905 unter dem Vorsitz von Friedrich Hahn stehenden Zentralkommission für wissenschaftliche Landeskunde Deutschlands, Ausschussmitglied der Geographischen Gesellschaft München, zweiter Vorstand in der Kolonialgesellschaft München und erster Vorstand im Münchner Zweigverein des Vereins für die Erhaltung des Deutschtums im Ausland.
Bedeutung erlangte Götz durch sein wissenschaftliches Werk im Rahmen der Geographie. Er förderte die Wirtschafts- und Verkehrsgeographie und die bayerische Landeskunde. Daneben galt sein Interesse der historischen Geographie. Er war Inhaber des Verdienstordens vom Hl. Michael IV. Klasse. Die Geographische Gesellschaft München verlieh ihm 1904 die silberne Prinz-Ludwig-Medaille für hervorragende Bemühung um die bayerische Landeskunde. 
Er war seit 1872 verheiratet mit Johanna, geb. Kiderlin (1850–1924). Das Ehepaar hatte 2 Töchter und 2 Söhne. Der Sohn August (* 1875) wurde Dipl.-Ing. und wirkte als stellvertretender Vorsitzender im Vorstand der AEG.
Im östlichen Teil des Luitpoldparks in der Nähe des nördlichen Endes der Borschtallee befindet sich ein vom Münchner Bildhauer Hans Hemmersdorfer geschaffenes Denkmal, das 1913 zu Ehren von Götz errichtet wurde. Ein quadratischer Pfeiler mit einem bronzenen Reliefbildnis in einem runden Medaillon wird beidseits von einer Ruhebank flankiert. Die Inschrift lautet:
Dem erfolgreichen Förderer der
bayerischen Landeskunde
dem unermüdlichen Verteidiger des Deutschtums
von seinen Freunden und Mitstreitern

## Schriften
- Das Donaugebiet mit Rücksicht auf seine Wasserstrassen, nach den Hauptgesichtspunkten der wirthschaftlichen Geographie. C. Grüninger, Stuttgart 1882 (archive.org)
- Die Verkehrswege im Dienste des Welthandels: eine historisch-geographische Untersuchung samt einer Einleitung für eine "Wissenschaft von den geographischen Entfernungen", Enke, Stuttgart 1888 (MDZ)
- mit Siegmund Günther: Geographie für bayerische Gymnasien. Zweite Auflage, Fritz Buchner, Bamberg 1891 (MDZ)
- Geographisch Historisches Handbuch von Bayern, I. Band, Allgemeines, Oberbayern, Niederbayern, Oberpfalz, G. Franz'scher Verlag Jos. Roth, München 1895 (MDZ)
- Geographisch Historisches Handbuch von Bayern, II. Band, Ober-, Mittel- und Unterfranken, Rheinpfalz, Schwaben und Neuburg, G. Franz'scher Verlag Jos. Roth, München 1898 (MDZ)
- Historische Geographie. Beispiele und Grundlinien. F. Deuticke, Leipzig und Wien 1904 (archive.org)
- Landeskunde des Königreichs Bayern. Göschen, Leipzig 1904 (books.google.de)